# Marco van Geffen
 (juillet 2025).
Motif : Absence de source centrée
- Archive Wikiwix
- Bing
- Cairn
- DuckDuckGo
- E. Universalis
- Gallica
- Google
- G. Books
- G. News
- G. Scholar
- Persée
- Qwant
- (zh) Baidu
- (ru) Yandex
- (wd) trouver des œuvres sur Wikidata

| 1. | Préciser le motif de la pose du bandeau. | Précisez le motif de la pose du bandeau en utilisant la syntaxe suivante : {{admissibilité à vérifier\|date=juillet 2025\|motif=remplacez ce texte par le motif}}                     |
| 2. | Informer les utilisateurs concernés.     | Pensez à avertir le créateur de l'article, par exemple, en insérant le code ci-dessous sur sa page de discussion : {{subst:avertissement admissibilité à vérifier\|Marco van Geffen}} |

Pour les articles homonymes, voir Geffen.
Marco van Geffen, né en 1959 aux Pays-Bas, est un réalisateur et scénariste néerlandais.

## Filmographie

### Réalisateur et scénariste
- 2000 : Total Loss de Dana Nechushtan
- 2005 : All Souls: co-réalisé avec Mijke de Jong, Nicole van Kilsdonk, Hanro Smitsman, Michiel van Jaarsveld, Eddy Terstall, Tim Oliehoek, Rita Horst, Marco van Geffen, David Lammers, Maarten Treurniet et Ger Beukenkamp
- 2005 : Schnitzel Paradise de Martin Koolhoven[2]
- 2006 : Het Zusje[3]
- 2010 : Secret Letters de Simone van Dusseldorp[4]
- 2011 : De president de Erik de Bruyn[5]
- 2011 : Among Us[6]
- 2013 : L'Élan de Noël de Lourens Blok[7]
- 2014 : In jouw naam : co-réalisé avec Jean-Claude Van Rijckeghem[8]
- 2015 : Boy 7 de Lourens Blok[9]